# Шрірангам

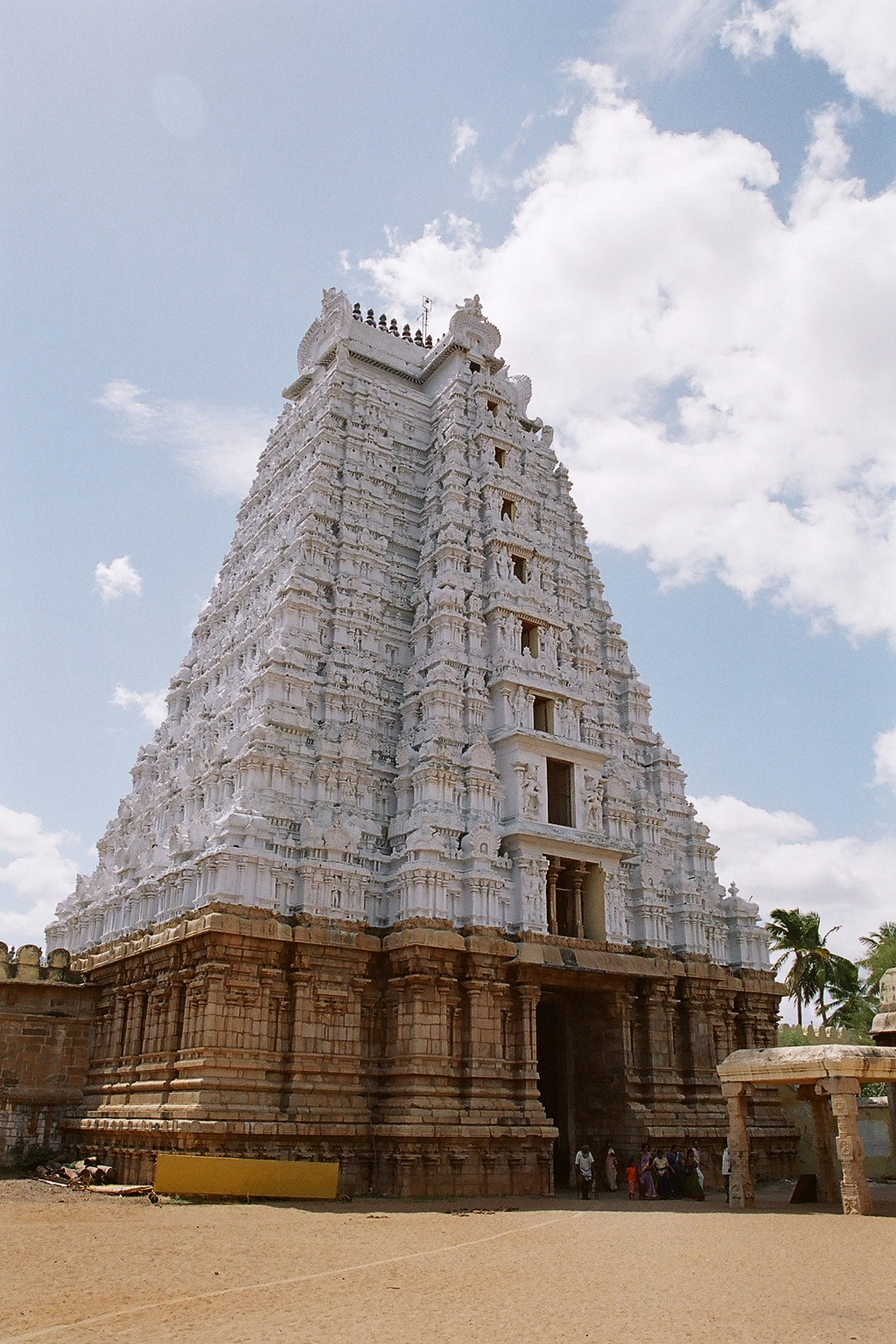
Білий гопурам храму

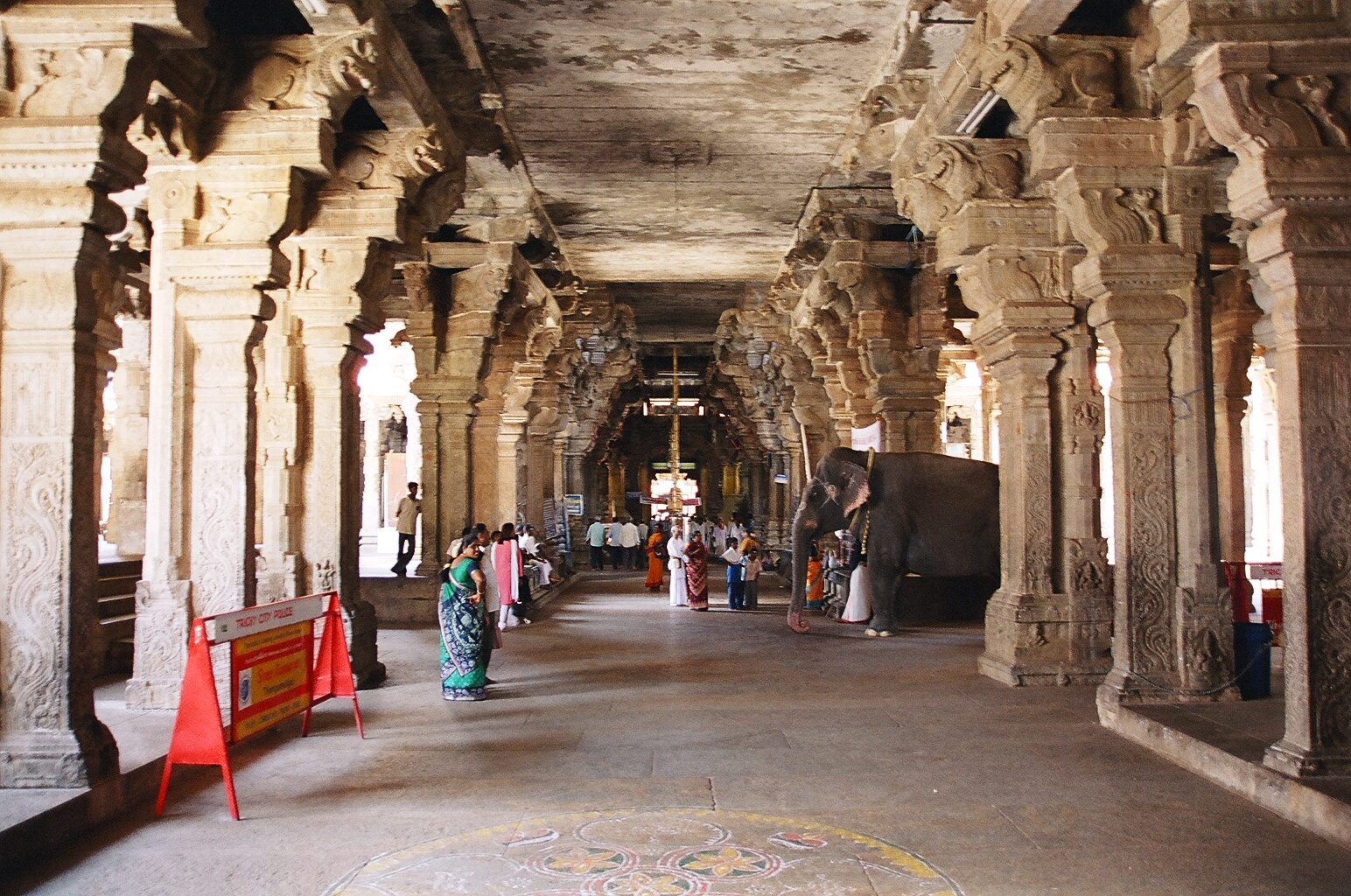
Колони в храмі

Шрірангам (там. ஸ்ரீரங்கம்) абоТіруварангам — святе місце паломництва індуїзму, острів на річці Кавері в межах міста Тіручирапаллі у штаті Таміл-Наду в Південній Індії. З одного боку Шрірангам омивається річкою Кавері, а з іншого — її рукавом Коллідам. У Шрірангамі розташований один з найбільших індуїстських храмових комплексів у світі — Храм Ранганатхасвамі. Цей присвячений Вішну храм прийнято вважати найбільшим нині чинним індуїстським храмом у світі. Площа всієї території храмового комплексу становить 631 000 м² (63 га). Територія храму оточена сім'ю кам'яними стінами і 21 гопурами. Найвищий гопурам храму сягає 72 метрів у висоту. Говорять, що з його вершини можна побачити берег  Шрі-Ланки.